# アミン・ルコント
アミン・ルコント (Amine Lecomte, 1990年4月26日 - ) は、元サッカーカタール代表のGKである。アル・スィーリーヤSC所属。

## 経歴
- 1990年、フランス生まれであり、モロッコとフランス国籍の親を持つ。そして、幼い頃にカタールへ帰化している。そのため、カタール国籍を持っている。
- 2010年、レフウィヤでプロサッカーデビューを果たした。
- 2015年、セネガルとの親善試合で代表デビューを果たした。しかし、怪我のため試合の数日前に監督に電話をかけており、結果、途中出場でのデビューとなった。